# Kanojo ga Senpai ni NTR-reta no de, Senpai no Kanojo wo NTR-masu
Kanojo ga Senpai ni NTR-reta no de, Senpai no Kanojo wo NTR-masu (彼女が先輩にNTRれたので、先輩の彼女をNTRます?) es una serie de novelas ligeras escritas por Shinden Mihiro. La serie originalmente comenzó a serializarse como una novela web en el sitio web de publicación de novelas generadas por usuarios Kakuyomu el 12 de diciembre de 2020, antes de empezar a publicarse bajo el sello Kadokawa Sneaker Bunko de Kadokawa Shōten con ilustraciones de Kagawa Ichigo el 1 de diciembre de 2021, y se han lanzado tres volúmenes hasta el momento. Una adaptación a manga ilustrada por Island Takaranose comenzó a publicarse en la revista Gekkan Dengeki Daioh de la editorial ASCII Media Works desde el 27 de diciembre de 2022, y hasta el momento se ha recopilado en un volumen tankōbon.

## Contenido de la obra

### Novela ligera
Kanojo ga Senpai ni NTR-reta no de, Senpai no Kanojo wo NTR-masu es escrita por Shinden Mihiro. Comenzó a serializarse en línea el 12 de diciembre de 2020 en el sitio web de publicación de novelas generados por usuarios Kakuyomu. Ganó en la sexta edición del Premio Especial Kakuyomu en la categoría de Comedia romántica, y el ComicWalker Novel Award. Más tarde fue adquirida por Kadokawa Shōten, quien comenzó a publicar las novelas con ilustraciones de Kagawa Ichigo bajo su sello Kadokawa Sneaker Bunko desde el 1 de diciembre de 2021. Hasta el momento han sido lanzados tres volúmenes.
| Volúmenes de novelas ligeras publicadas | Volúmenes de novelas ligeras publicadas | Volúmenes de novelas ligeras publicadas |
| Número                                  | Fecha de lanzamiento                    | ISBN                                    |
| --------------------------------------- | --------------------------------------- | --------------------------------------- |
| 1                                       | 1 de diciembre de 2021                  | ISBN 9784041120378                      |
| 2                                       | 1 de junio de 2022                      | ISBN 9784041120385                      |
| 3                                       | 1 de noviembre de 2022                  | ISBN 9784041130896                      |

### Manga
Una adaptación a manga con arte de Island Takarano se serializa en la revista Gekkan Dengeki Daioh de ASCII Media Works desde el 27 de enero de 2022. ASCII Media Works recopila sus capítulos individuales en volúmenes tankōbon. El primer volumen se lanzó el 26 de septiembre de 2022.
| Volúmenes de manga publicados | Volúmenes de manga publicados | Volúmenes de manga publicados |
| Número                        | Fecha de lanzamiento          | ISBN                          |
| ----------------------------- | ----------------------------- | ----------------------------- |
| 1                             | 26 de septiembre de 2022      | ISBN 9784041120378            |